# Veehoudersbond Suriname
De Veehoudersbond Suriname (VHB) is een Surinaamse belangenorganisatie van veehouders, die voor een groot deel kleinschalig werken.
De bond werd rond 1978 opgericht en kende in 2015 voor het eerst een gekozen voorzitter. In 2016 was de VHB tijdelijk lid van de Federatie van Surinaamse Agrariërs.
De bond was onder meer betrokken bij de moeizame relatie van boeren met de Melkcentrale Paramaribo over vooral de prijsstelling en onduidelijke standaarden. In 2015 onderzocht hij claims van melkboeren over melk die ongelabeld overschonken en aangelengd werd. In 2017 eiste de bond een het politieonderzoek naar corruptie bij de centrale.